# Mahmoud Bakr
Pour les articles homonymes, voir Bakr.
Mahmoud Bakr, né le 14 mai 2003,, est un coureur cycliste égyptien. Il participe à des compétitions sur route et sur piste.

## Biographie
En janvier 2024, il se distingue lors des championnats d'Afrique sur piste en remportant les épreuves de la poursuite individuelle, du scratch et de l'omnium. Il termine également deuxième de l'américaine et de la poursuite par équipes, avec ses coéquipiers de la délégation égyptienne. 

## Palmarès sur piste

### Championnats d'Afrique
- Le Caire 2023
  -  Médaillé d'argent de la poursuite individuelle
  -  Médaillé d'argent de la poursuite par équipes
- Le Caire 2024
  -  Médaillé d'or de la poursuite individuelle
  -  Médaillé d'or du scratch
  -  Médaillé d'or de l'omnium
  -  Médaillé d'argent de la poursuite par équipes
  -  Médaillé d'argent de l'américaine
- Le Caire 2025
  -  Médaillé d'or de la vitesse par équipes (avec Hussein Hassan et Mahmoud Elimbabi)
  -  Médaillé d'or de l'américaine (avec Youssef Abouelhassan)
  -  Médaillé d'or de l'élimination
  -  Médaillé d'argent de la poursuite par équipes
  -  Médaillé d'argent du scratch
  -  Médaillé d'argent de l'omnium
  -  Médaillé d'argent de la poursuite individuelle

### Championnats nationaux
- 2022
  - 3e du championnat d'Égypte de vitesse par équipes

## Palmarès sur route
- 2022
  -  Médaillé de bronze du championnat d'Afrique du contre-la-montre par équipes juniors